# General Electric GE90
General Electric GE90 este o familie de turboventilatoare construite de GE-Aviation pentru Boeing 777, cu o putere de la 329 la 512 kN. A fost introdusă în noiembrie 1995 pe avioanele 777 ale British Airways, și este disponibil doar pentru acest model. 
Sunt cele mai puternice motoare de avion aflate în producție. Diametrul acestora este mai mare decât al avionului Boeing 737. S-a afirmat că un singur asemenea motor poate aspira tot aerul dintr-o clădire precum Madison Square Garden într-un minut.

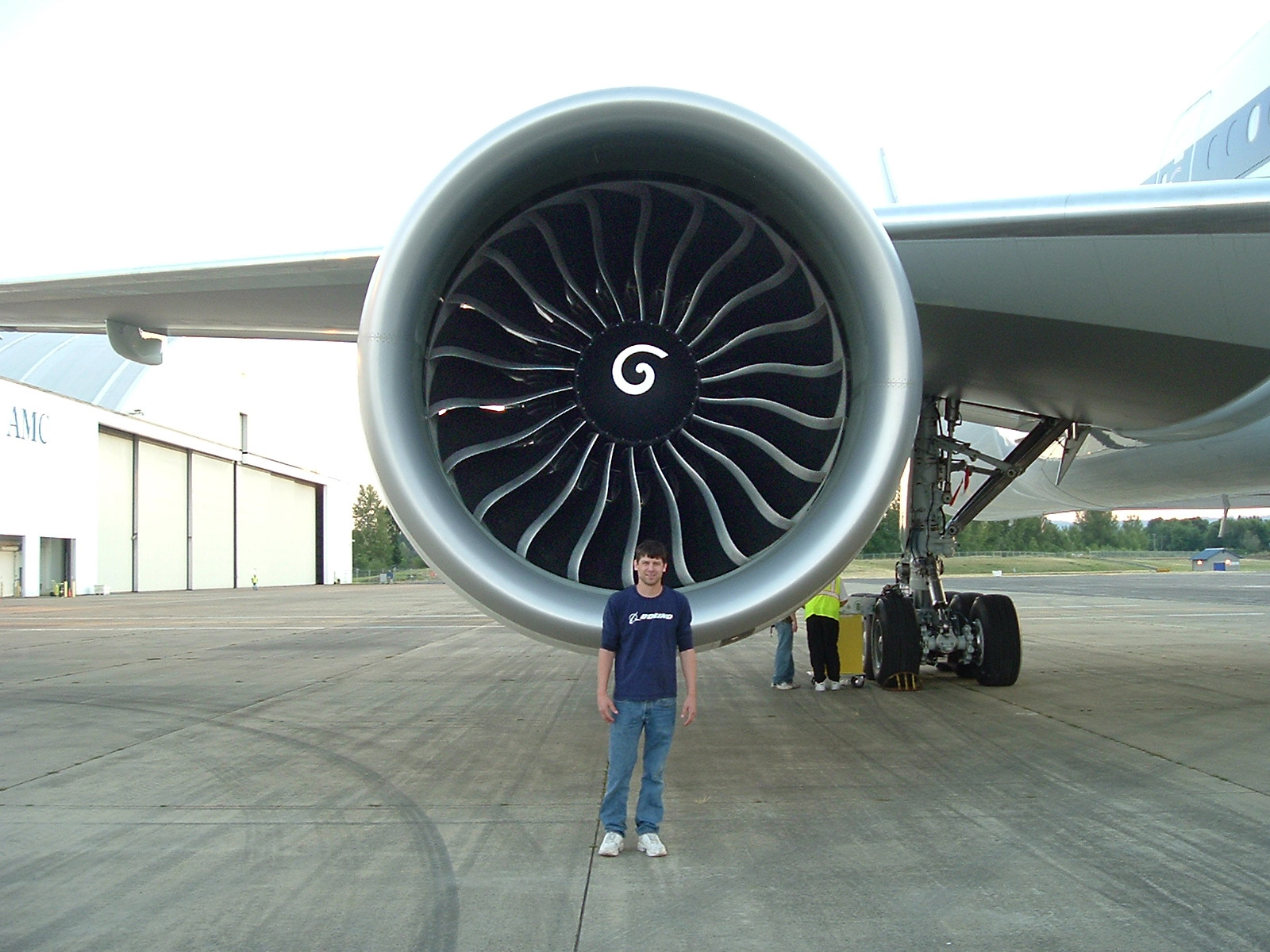
Se poate observa diametrul foarte mare (3,42 m) al acestor motoare

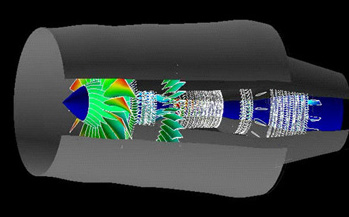
Simulare NASA a scurgerii aerului în motor